# Márk Királykúti
Márk Királykúti (ur. 11 grudnia 1994 w Keszthely) – węgierski kierowca wyścigowy.

## Biografia
Jest synem László. Karierę rozpoczynał w wieku ośmiu lat w kartingu. W 2003 roku był trzeci w mistrzostwach Węgier w klasach Cadet 60 i Cadet 80, a rok później wygrał klasę Cadet 60. W 2005 roku zdobył kartingowe wicemistrzostwo Węgier w klasie Rotax Max, a rok później zadebiutował w tej klasie w mistrzostwach Austrii. Od 2008 roku startował w kartingowych mistrzostwach Europy, a rok później wystartował w kartingowym Pucharze Świata, kończąc go na 23. miejscu, przed m.in. Carlosem Sainzem jrem, Siergiejem Sirotkinem czy Daniiłem Kwiatem. Pod koniec 2009 roku testował samochód Formuły BMW, należący do zespołu Mücke Motorsport. W sezonie 2011 rywalizował w ADAC Formel Masters. Z przyczyn finansowych nie był jednak w stanie dokończyć sezonu. W 2013 roku startował w Węgierskiej Formule Renault i został mistrzem serii. W 2014 roku testował Dallarę F312 Formuły 3 zespołu Jo Zeller Racing.

## Wyniki
| Legenda oznaczeń w tabelach wyników Wyświetl szablon na nowej stronie | Legenda oznaczeń w tabelach wyników Wyświetl szablon na nowej stronie                                                                     |
| Oznaczenie                                                            | Wyjaśnienie |
| --------------------------------------------------------------------- | --- |
| Złoty                                                                 | Zwycięzca lub mistrzostwo |
| Srebrny                                                               | 2. miejsce lub wicemistrzostwo |
| Brązowy                                                               | 3. miejsce lub II wicemistrzostwo |
| Zielony                                                               | Ukończył, punktował (w klasyfikacji generalnej, gdy zdobył co najmniej jeden punkt na przestrzeni sezonu, poza trzema powyższymi opcjami) |
| Niebieski                                                             | Ukończył, nie punktował (w klasyfikacji generalnej, gdy nie zdobył co najmniej jednego punktu na przestrzeni sezonu)                      |
| Czerwony                                                              | Nie zakwalifikował się (NZ) |
| Czerwony                                                              | Nie prekwalifikował się (NPK) |
| Różowy                                                                | Nie ukończył (NU) |
| Różowy                                                                | Niesklasyfikowany (NS) (w klasyfikacji generalnej, gdy nie został sklasyfikowany w żadnym wyścigu sezonu)                                 |
| Czarny                                                                | Zdyskwalifikowany (DK) |
| Czarny                                                                | Wykluczony (WYK/EX) |
| Biały                                                                 | Nie wystartował (NW) |
| Biały                                                                 | Kontuzjowany (K/INJ) |
| Biały                                                                 | Wyścig odwołany (OD/C) |
| Bez koloru                                                            | Został wycofany (WYC/WD) |
| Bez koloru                                                            | Nie przybył (NP/DNA) |
| Bez koloru                                                            | Nie brał udziału w treningach (NT/DNP) |
| Bez koloru                                                            | Nie został zgłoszony (–) |
| Pogrubienie                                                           | Start z pole position |
| Kursywa                                                               | Najszybsze okrążenie wyścigu |
| †                                                                     | Nie ukończył, ale jego rezultat został zaliczony ze względu na przejechanie więcej niż 90% dystansu wyścigu.                              |
| *                                                                     | Sezon w trakcie |
| 1/2/3                                                                 | Punktowana pozycja w sprincie kwalifikacyjnym                                                                                             |
| Lista systemów punktacji Formuły 1                                    | |

### ADAC Formel Masters
| Rok  | Zespół           | Samochód               | Silnik     | Wyniki w poszczególnych eliminacjach | Wyniki w poszczególnych eliminacjach | Wyniki w poszczególnych eliminacjach | Wyniki w poszczególnych eliminacjach | Wyniki w poszczególnych eliminacjach | Wyniki w poszczególnych eliminacjach | Wyniki w poszczególnych eliminacjach | Wyniki w poszczególnych eliminacjach | Wyniki w poszczególnych eliminacjach | Wyniki w poszczególnych eliminacjach | Wyniki w poszczególnych eliminacjach | Wyniki w poszczególnych eliminacjach | Wyniki w poszczególnych eliminacjach | Wyniki w poszczególnych eliminacjach | Wyniki w poszczególnych eliminacjach | Wyniki w poszczególnych eliminacjach | Wyniki w poszczególnych eliminacjach | Wyniki w poszczególnych eliminacjach | Wyniki w poszczególnych eliminacjach | Wyniki w poszczególnych eliminacjach | Wyniki w poszczególnych eliminacjach | Wyniki w poszczególnych eliminacjach | Wyniki w poszczególnych eliminacjach | Wyniki w poszczególnych eliminacjach | Pkt. | Msc. |
| ---- | ---------------- | ---------------------- | ---------- | ------------------------------------ | ------------------------------------ | ------------------------------------ | ------------------------------------ | ------------------------------------ | ------------------------------------ | ------------------------------------ | ------------------------------------ | ------------------------------------ | ------------------------------------ | ------------------------------------ | ------------------------------------ | ------------------------------------ | ------------------------------------ | ------------------------------------ | ------------------------------------ | ------------------------------------ | ------------------------------------ | ------------------------------------ | ------------------------------------ | ------------------------------------ | ------------------------------------ | ------------------------------------ | ------------------------------------ | ---- | ---- |
| 2011 |                  |                        |            | Niemcy                               | Niemcy                               | Niemcy                               | Niemcy                               | Niemcy                               | Niemcy                               | Belgia                               | Belgia                               | Belgia                               | Niemcy                               | Niemcy                               | Niemcy                               | Austria                              | Austria                              | Austria                              | Niemcy                               | Niemcy                               | Niemcy                               | Holandia                             | Holandia                             | Holandia                             | Niemcy                               | Niemcy                               | Niemcy                               | 16   | 16   |
| 2011 | Mücke Motorsport | Dallara Formulino Plus | Volkswagen | 22                                   | 14                                   | 21                                   | NU                                   | 16                                   | 14                                   | 9                                    | 12                                   | 6                                    | 18                                   | 14                                   | 20                                   | 11                                   | 19                                   | 7                                    | 13                                   | 18                                   | 15                                   | -                                    | -                                    | -                                    | -                                    | -                                    | -                                    | 16   | 16   |

### Węgierska Formuła Renault
| Rok  | Zespół           | Samochód      | Silnik  | Wyniki w poszczególnych eliminacjach | Wyniki w poszczególnych eliminacjach | Wyniki w poszczególnych eliminacjach | Wyniki w poszczególnych eliminacjach | Wyniki w poszczególnych eliminacjach | Wyniki w poszczególnych eliminacjach | Wyniki w poszczególnych eliminacjach | Wyniki w poszczególnych eliminacjach | Wyniki w poszczególnych eliminacjach | Wyniki w poszczególnych eliminacjach | Wyniki w poszczególnych eliminacjach | Pkt. | Msc. |
| ---- | ---------------- | ------------- | ------- | ------------------------------------ | ------------------------------------ | ------------------------------------ | ------------------------------------ | ------------------------------------ | ------------------------------------ | ------------------------------------ | ------------------------------------ | ------------------------------------ | ------------------------------------ | ------------------------------------ | ---- | ---- |
| 2013 |                  |               |         | Węgry                                | Węgry                                | Węgry                                | Węgry                                | Słowacja                             | Słowacja                             | Słowacja                             | Słowacja                             | Węgry                                | Węgry                                | Węgry                                | 98   | 1    |
| 2013 | Formula Car Team | Tatuus FR2000 | Renault | 1                                    | 1                                    | 1                                    | 2                                    | 1                                    | 1                                    | 1                                    | 1                                    | NU                                   | 1                                    | 1                                    | 98   | 1    |

### Węgierska Formuła 2000
| Rok  | Zespół           | Samochód      | Silnik  | Wyniki w poszczególnych eliminacjach | Wyniki w poszczególnych eliminacjach | Wyniki w poszczególnych eliminacjach | Wyniki w poszczególnych eliminacjach | Wyniki w poszczególnych eliminacjach | Wyniki w poszczególnych eliminacjach | Wyniki w poszczególnych eliminacjach | Wyniki w poszczególnych eliminacjach | Wyniki w poszczególnych eliminacjach | Wyniki w poszczególnych eliminacjach | Wyniki w poszczególnych eliminacjach | Pkt. | Msc. |
| ---- | ---------------- | ------------- | ------- | ------------------------------------ | ------------------------------------ | ------------------------------------ | ------------------------------------ | ------------------------------------ | ------------------------------------ | ------------------------------------ | ------------------------------------ | ------------------------------------ | ------------------------------------ | ------------------------------------ | ---- | ---- |
| 2013 |                  |               |         | Węgry                                | Węgry                                | Węgry                                | Węgry                                | Słowacja                             | Słowacja                             | Słowacja                             | Słowacja                             | Węgry                                | Węgry                                | Węgry                                | 51   | 4    |
| 2013 | Formula Car Team | Tatuus FR2000 | Renault | 5                                    | 3                                    | 4                                    | 5                                    | 5                                    | 5                                    | 3                                    | 2                                    | NU                                   | 4                                    | 4                                    | 51   | 4    |